# Lancaster (South Carolina)
Lancaster is een plaats (city) in de Amerikaanse staat South Carolina, en valt bestuurlijk gezien onder Lancaster County.

## Demografie
Bij de volkstelling in 2000 werd het aantal inwoners vastgesteld op 8177.
In 2006 is het aantal inwoners door het United States Census Bureau geschat op 8374, een stijging van 197 (2.4%).

## Geografie
Volgens het United States Census Bureau beslaat de plaats een oppervlakte van
15,3 km², waarvan 15,1 km² land en 0,2 km² water. Lancaster ligt op ongeveer 102 m boven zeeniveau.

## Geboren in Lancaster (SC)
- Hester Ford (1905-2021), supereeuwelinge
- Kelton Talford (2002), basketballer

## Plaatsen in de nabije omgeving
De onderstaande figuur toont nabijgelegen plaatsen in een straal van 12 km rond Lancaster.